# トレスレチェケーキ
トレスレチェケーキ（英語: tres leches cake,スペイン語: torta de tres leches,pan tres leches。スペイン語で「3種類の牛乳を使ったケーキ」、「3種類の牛乳を使ったパン」という意味）は、数多くのレシピがあるスポンジケーキ。無糖練乳, 加糖練乳, クリームの3種類の牛乳に漬けたバターケーキである。
バターを使用しないと、トレスレチェケーキは多くの気泡を含んだとても軽いケーキになる。このはっきりとした歯ごたえは、3種類の牛乳を混合した液体に漬けているにもかかわらず、ふやけた粘度を持たないことに起因している。

## 人気と起源
トレスレチェケーキは、アメリカ合衆国，メキシコ，ラテンアメリカそしてカリブ海のあらゆる場所で人気のあるケーキである。トレスレチェケーキの起源については様々な説がある。1940年代のネスレのコンデンスミルク缶のラベルにはレシピが書かれていたが、似たようなレシピは1940年代以前からあった。液体の中にケーキベースを漬す製法の発想は中世ヨーロッパに起源があり、イギリスのトライフルやラム・ケーキ、イタリアのティラミスは同じ製法で作られている。
2004年にアイスクリーム会社のハーゲンダッツは期間限定製品として、甘いアイスクリームの中にラム酒に漬けたトレスレチェを入れた「トレスレチェ味」のアイスクリーム商品を販売した（日本では未販売）。